# Exárcheia
 (avril 2020).
Exárcheia (en grec moderne : Εξάρχεια) est un quartier d'Athènes en Grèce, situé autour de la place du même nom, à proximité de l'université polytechnique nationale d'Athènes.

## Généralités
Le quartier d'Exárcheia est bordé à l'ouest par Kolonáki. Il est relié par les rues Patissíon et Panepistimíou ainsi que l'avenue Alexándras.
Ce quartier est renommé pour être le foyer de l'antifascisme et de l'anarchisme en Grèce. À la suite de la crise qui a ravagé le pays, ce quartier s'est transformé en un lieu d'autogestion et d'initiative citoyenne afin de combattre collectivement la misère sociale qui touche la population, ainsi que la politique d'austérité libérale du gouvernement grec.
Le quartier doit son nom à un épicier nommé Exarchos (en grec moderne : Έξαρχος) qui était installé au niveau de la place principale, au milieu du XIXe siècle et qui avait la réputation d'être généreux.

## Description

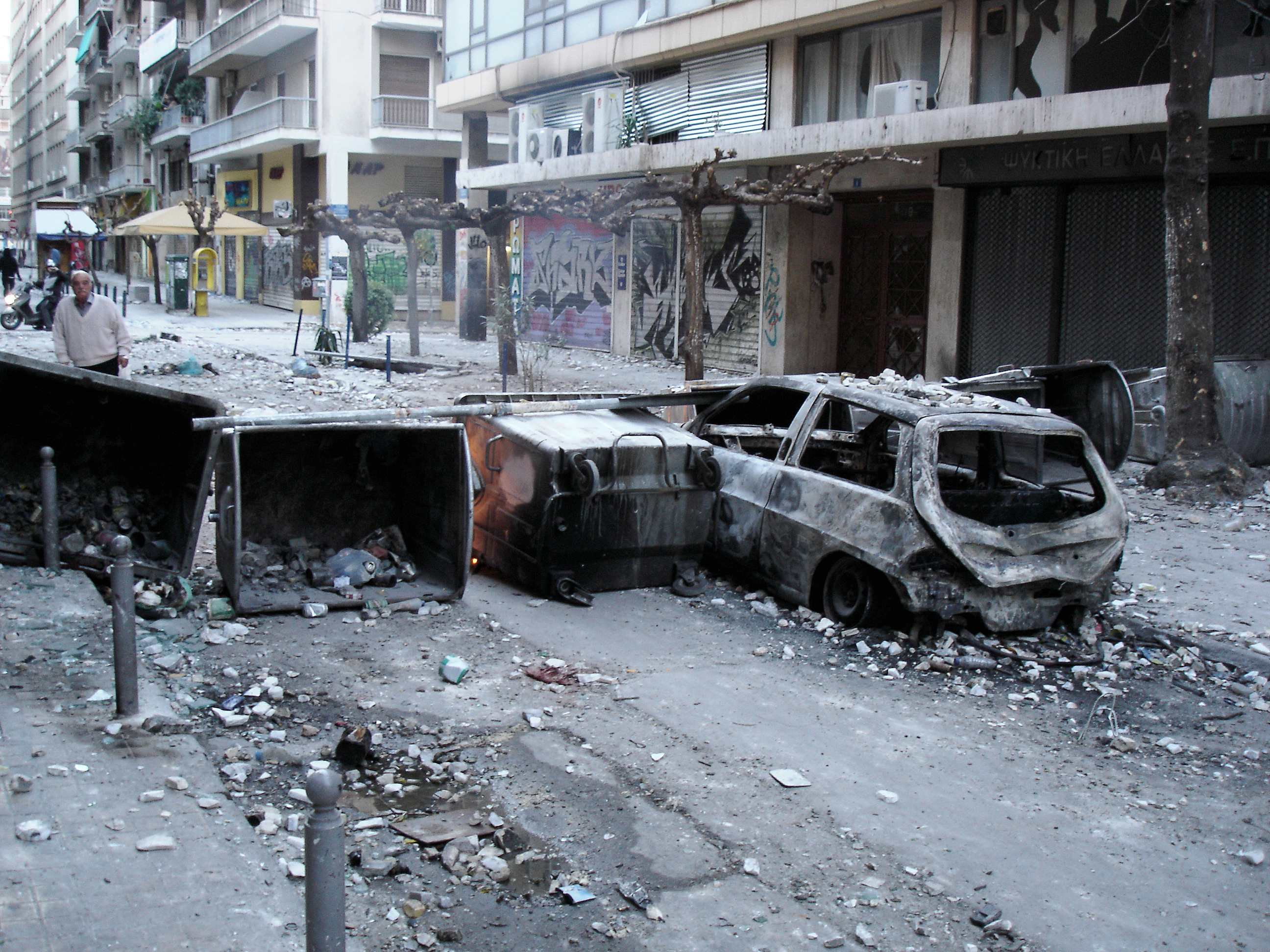
Lendemain d'émeute, au bas de la place Exárcheia.

Exárcheia est situé près du centre, au nord de l'Acropole et de la place Sýntagma, entre la place Omónia et le Lycabette, à proximité de la colline Stréfi. Il est composé d'un ensemble de petites rues aux nombreux graffitis et affiches. Dans ce quartier, se trouve le musée national archéologique d'Athènes. C'est là que sont installés la plupart des imprimeurs, éditeurs, libraires, disquaires, cybercafés et épiceries bio d'Athènes, ainsi que de nombreux squats, lieux autogérés et espaces sociaux libres, comme le Nosotros et le K-Vox, situés de part et d'autre de la place Exárcheia. Celle-ci est en forme de triangle au centre du quartier.
C'est à Exárcheia que commencent les émeutes de décembre 2008  en Grèce, après la mort d'un adolescent de quinze ans, Aléxandros Grigorópoulos, tué par balle par un agent de police dans une rue du quartier, le samedi 6 décembre 2008. C'est également à Exárcheia que débute le soulèvement contre la dictature des colonels en novembre 1973, lors de la révolte étudiante de l'université polytechnique nationale d'Athènes, située à l'ouest du quartier et évacuée par les chars le 17 novembre 1973.
Malgré sa petite taille, par rapport à d'autres quartiers beaucoup plus étendus et habités d'Athènes (Environ 45 000 habitants, c'est-à-dire à peine plus d'un pour cent de la population de l'agglomération athénienne), Exárcheia est considéré comme un lieu emblématique voire mythique par ses partisans, mais très critiqué par ses détracteurs : cœur de la résistance et de la culture alternative pour les anarchistes, anti-autoritaires, gens de gauche et écologistes ; ou bien zone de non-droit (la police n'y étant pas la bienvenue), de violences et du commerce de drogue pour les médias de masse, et le gouvernement grec qui tente par tous les moyens de détruire cet espace libertaire et de démocratie participative.
Régulièrement, des affrontements ont lieu entre les forces de l'ordre et les habitants du quartier ; mais parfois aussi, les affrontements opposent les résidents aux dealers de drogue qui tentent de s'implanter dans le quartier. La vie à Exárcheia s'organise autour de la cohésion sociale, du partage et de l'auto-gestion : des cantines populaires sont organisées pour s'assurer que tout le monde puisse se nourrir convenablement, dans un contexte de misère sociale accrue pour la population. Des espaces sociaux ont aussi vu le jour et organisent des programmations culturelles, artistiques et politiques. Mais il existe aussi des lieux où l'on peut suivre des cours de langue gratuitement ou échanger tout type de savoir. Cet endroit, en plein cœur d'Athènes, souffle un vent de révolte et de liberté ; son maître-mot est alternative et tente de s'affranchir du mieux possible du système capitaliste et de l'argent - d'ailleurs, les banques ont fait leurs valises et en sont parties.
De nombreux bâtiments inhabités sont occupés et ont été reconvertis en centres sociaux ou en bars populaires : par exemple le squat Notara 26 a la particularité d'être l'ancien ministère du travail, qui sert aujourd'hui d'espace d'accueil pour les nombreux réfugiés arrivant sur le sol grec. Cependant ce quartier de bienveillance et de solidarité est souvent pris pour cible par des attaques de groupe d'extrême droite ou parti néo-nazi comme Aube Dorée.
Exárcheia bénéficie du soutien de nombreuses personnes du monde entier, notamment en Europe et en France où des convois solidaires sont organisés depuis quelques années, afin d'apporter des produits de nécessité pour venir en aide et soutenir le mouvement social en Grèce.
Finalement, c'est dans un contexte de crise totale en Grèce et face à la misère sociale omniprésente que ce mode de vie alternatif a vu le jour à Exárcheia ; l'entraide et la solidarité s'étant alors imposées comme moyens de survie face à la courbe croissante du taux de chômage, aux nombreuses expulsions locatives et aux déficits des services publics et des aides sociales.

Une station de la future ligne 4 du métro d'Athènes est prévue sur la place Exarcheia. Le projet rencontre des oppositions dans le quartier.

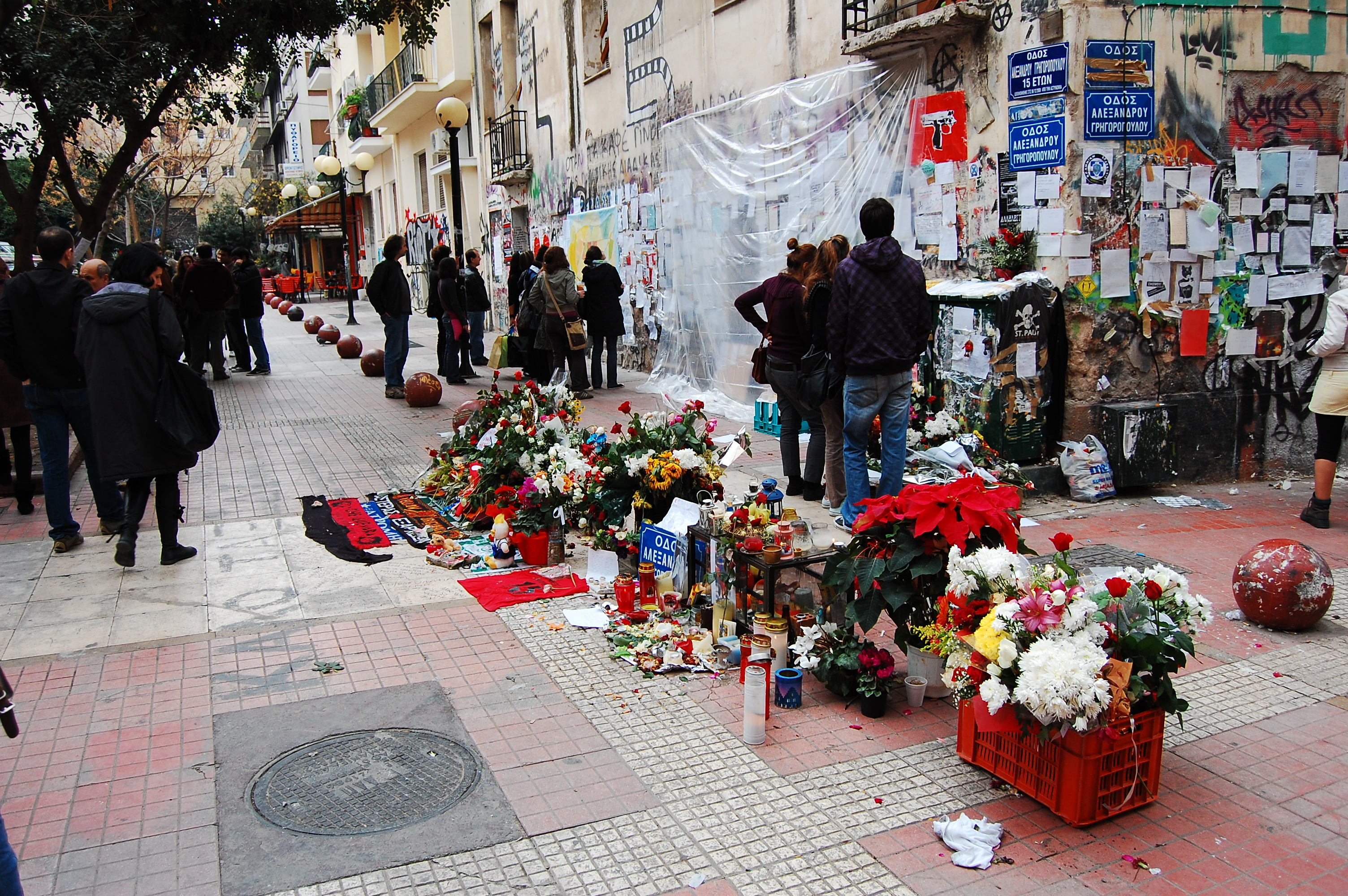
Mémorial spontané sur les lieux de l'assassinat du jeune Aléxandros Grigorópoulos, en décembre 2008.

## Filmographie
- The Park of Exarcheia (en anglais) de Void Network (5 min), 2013 [présentation en ligne]
- Ne vivons plus comme des esclaves de Yannis Youlountas (89 min), 2013 [présentation en ligne]
- Je lutte donc je suis de Yannis Youlountas 2015 (comprend aussi des scènes filmées en Crète, en Andalousie et à Barcelone)
- L'Amour et la Révolution de Yannis Youlountas (77 min), 2018
- Sur la Route d'Exarcheia, récit d'un convoi solidaire en utopie de Eloïse Lebourg (avec le soutien de Maxime Gatineau et Matthias Simonet) (56min), 2018
- Exarcheia (archives des années 60) de Cleo Bostantzoglou (7 min) filmé en 8mm sous la dictature des Colonels [présentation en ligne]
- (el + en) Le Dracula d'Exarcheia (VOST en anglais) de Nikos Zervos (83 min), 1983 [présentation en ligne]